# 胡方回
胡 方回（こ ほうかい、生没年不詳）は、中国の北魏の文人。本貫は安定郡臨涇県。

## 経歴
胡義周の子として生まれた。赫連勃勃の下で中書侍郎をつとめた。文章を得意とし、「統万城銘」や「蛇祠碑」の諸文を作って世に知られた。太武帝が赫連昌を破ると、方回は北魏に帰順した。後に北鎮司馬となり、鎮修表を作って、太武帝の目にとまり、賞賛された。召し出されて中書博士となり、臨涇子の爵位を受けた。中書侍郎に転じた。451年（正平元年）、太子少傅の游雅らとともに律制の改定にあたった。司徒の崔浩をはじめとする当時の朝廷人士に尊重を受けた。清貧の生活を守って、寿命を全うした。
子の胡始昌は、南部主書となった。

## 伝記資料
- 『魏書』巻52 列伝第40
- 『北史』巻34 列伝第22